# Puccinia pampeana
Puccinia pampeana är en svampart som beskrevs av Speg. 1880. Puccinia pampeana ingår i släktet Puccinia och familjen Pucciniaceae.   Inga underarter finns listade i Catalogue of Life.